# Bench (philippinisches Unternehmen)
Bench (Eigenschreibweise: Bench/) ist eine philippinische Modemarke, welche der in Taguig City ansässigen Suyen Corporation gehört. Aus einem 1987 gegründeten Ladengeschäft hervorgegangen, welches anfangs nur Herren T-Shirts verkaufte, entwickelte sich Bench zur führenden Modemarke auf den Philippinen. 

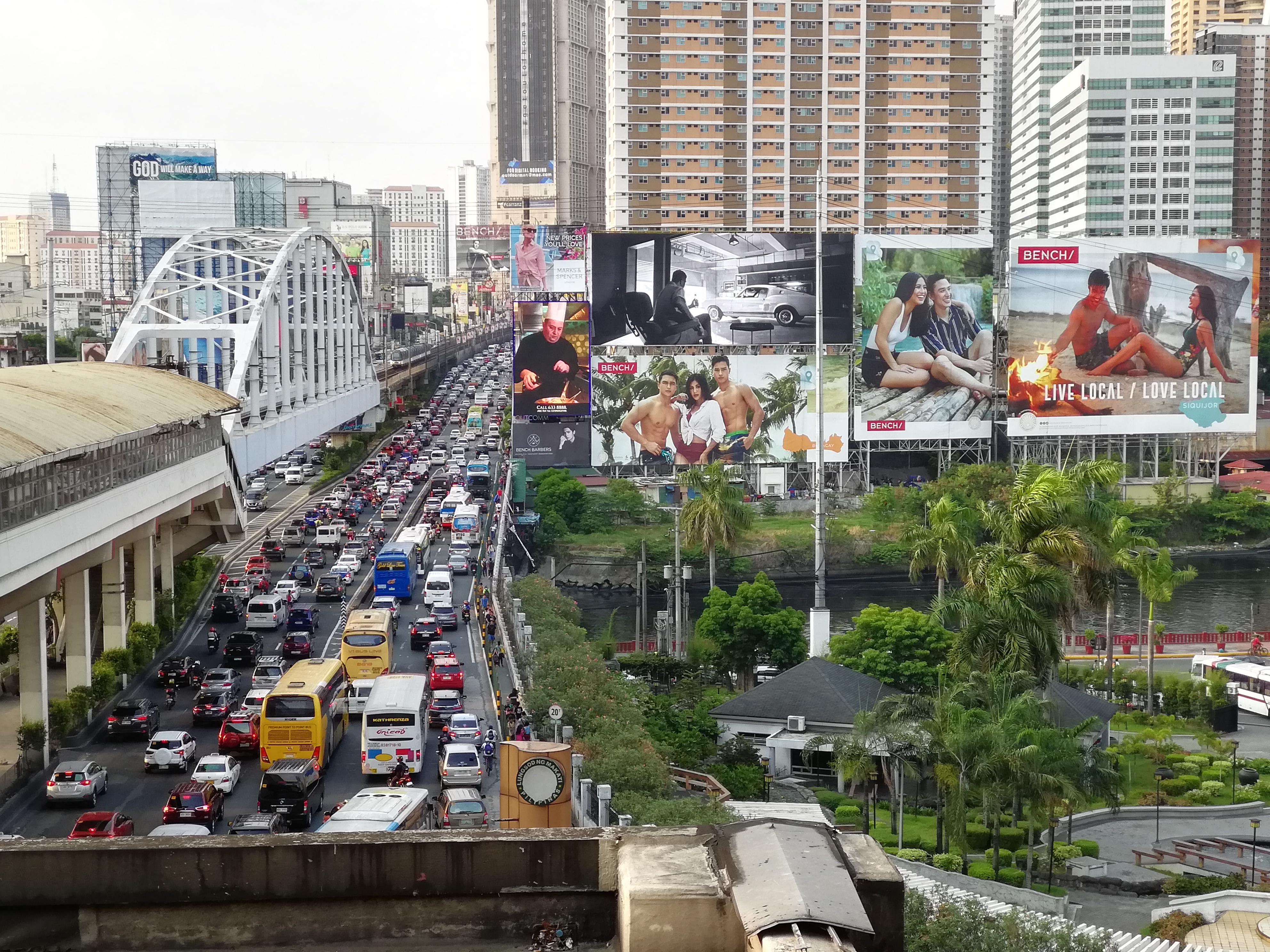
Großflächige Bench-Plakatwerbung in Metro Manila

Die ursprüngliche Produktpalette von Herrenbekleidung wurde zunächst um Damenbekleidung erweitert. Weitere Sortimentserweiterungen umfassten Unterwäsche, Düfte, Haushaltswaren sowie Accessoires wie Taschen und ähnliches. Heute ist die Marke Bench auf den Philippinen in praktisch jeder Shoppingmall anzufinden, zum einen in eigenen Bench Boutiquen, in Ladengeschäften von Franchisenehmern und bei autorisierten Händlern
Ab 1991 setzte Bench auf prominente Werbebotschafter, veröffentlichte zunächst einen ersten Werbespot mit dem auf den Philippinen prominenten Schauspieler und Sportler Richard Gomez. Später folgten Werbekooperationen mit weiteren Prominenten, was den Bekanntheitsgrad der Marke aufgrund von TV-Werbespots und großflächiger Plakatwerbung in den folgenden Jahren steigerte. 
Heute ist Bench auch an 34 Standorten in China, mit einem Ladengeschäft in Myanmar, und jeweils 2 in Singapore und den USA vertreten.
Auf den Philippinen betreibt die Suyen Corporation weitere Firmen unter dem Namen Bench: die Frisörsalonketten Bench Fix Salons und Bench Barber Shops und die Hautpflegestudios Bench Skin Expert.